# Bubonix
Bubonix ist eine deutsche Hardcore-Punk-Band.

## Geschichte
Bubonix wurde 1994 in Limburg an der Lahn gegründet und probt seitdem im selbstverwalteten Kulturzentrum im alten Kalkwerk zwischen Limburg und Diez.
Der Name leitet sich vermutlich aus dem englischen bubonic plaque ab und bedeutet Beulenpest.
Die hauptsächlich englischen Texte behandeln Themen wie Faschismus, Gewalt, Sexismus und Repressionen, aber auch persönliche Erfahrungen und Reflexionen. 
In der Musik der Bandmitglieder wechseln sich aggressive Riffs, Geschrei und Gesang mit Melodien und groovenden Beats ab. Ein wichtiger Bestandteil des Programms war die Kommunikation mit dem Publikum.
Auftritte in Deutschland, England, Schweiz und Österreich mit Bands wie Strike Anywhere, Danko Jones, Leatherface, Kettcar, D.O.A, Rival Schools, Smoke Blow, Steakknife, Rantanplan, Donots, Hammerhead, Amen 81, Amulet oder als Tour-Support von Ratos de Porão machten die Bubonix überregional bekannt.
Ende 2004 spielten die Limburger dann eine komplette Tour mit den Spermbirds zu ihrer Reunion.
Der Name Bubonix stand in den letzten zwei Jahrzehnten „für exzessive und leidenschaftliche Liveshows, für eine experimentierfreudige Gruppe, die stetig die Grenzen des musikalisch Machbaren auslotete. Egal wo sie auftraten“. So schrieb Guntram Pintgen im Ox-Fanzine, Februar 2016.
Gründungsmitglied und Sänger Polomski zog 2008 in die Schweiz und legte eine Pause ein. 
Markus Klees, Oliver Kunz und Sarah De Castro gründeten noch im gleichen Jahr die Band Conmoto. 
Thorsten Polomski gründete mit Jens Fischer das Elektro-Duo EAU-DC, spielte in der Schweizer Post-Punk-Band Lyvten. Momentan spielt er Bass im Noiserock Trio Hathors aus Winterthur. 
Hermann Weier spielte Schlagzeug bei Toxoplasma. Oliver Kunz spielte kurzzeitig bei Trend den Bass. Sarah De Castro ist auf dem Album Heut ist ein guter Tag der Donots von 2023 bei dem Song Es tut nur weh, wenn ich lache als Gastsängerin zu hören. Donots-Sänger Ingo Knollmann lernte Sarah de Castro über den Produzenten Kurt Ebelhäuser kennen.

## Diskografie

### Alben
- 2002: From Inside (Matula Records, Hessen Hardcore, Illegal Outrage)
- 2004: Reflect (1994-2004) (Matula Records, Unter*Schafen Records)
- 2007: Please, Devil Send Me Golden Hair (Noisolution / Indigo)
- 2008: Capsaicin (Noisolution / Indigo)
- 2023: Through The Eyes (Rookie Records / Kidnap Music)

### EPs
- 1999: Riot-Holiday (fiction-friction)
- 2004: In The Grey/Never Forget (Pic.7") (Matula Records, Unter*Schafen Records)
- 2008: Split 7" mit Amen 81 (Matula Records)

### Samplerbeiträge
- 1999: Ox Compilation Nr. 33
- 1999: Out of Ordinary 5 – The Sound
- 2001: Todespogo #1
- 2001: Out of Ordinary 7 – The Sound
- 2001: Rock Against The Rich
- 2002: Arise Vol. 2
- 2002: Friendly Cow Records
- 2004: Against the Human Race
- 2004: Still Rock, Still Anti
- 2004: Schlachtrufe BRD Vol. 7
- 2007: 10 Years of Matula Records